# Joomla!
Joomla! (suahili „razem!”, rodz. męski, /ˈdʒʊmla/, przybliżona wymowa [dżumla]) – system zarządzania treścią napisany w języku PHP, wykorzystujący bazę danych MySQL, rozprowadzany na zasadach wolnego oprogramowania.
Joomla! jest pochodną systemu Mambo.

## Historia

### Mambo i Joomla! 1.0
Projekt Joomla! został założony w sierpniu 2005 przez zespół deweloperów Mambo, który w całości zrezygnował z dalszego rozwijania Mambo na skutek niejasnych działań firmy Miro – właściciela nazwy. W wersji systemu 1.0.xx jest zachowana zgodność z większością modułów i rozszerzeń dla Mambo 4.5.x.

### Joomla! 1.5
Od wersji 1.5.x (udostępnionej 20 lipca 2007 r. jako 1.5RC), ze względu na spore zmiany w kodzie, modyfikacje struktury bazy i wiele usprawnień, system przestał być kompatybilny ze swymi poprzednikami, udostępniał jednak tryb zgodności z poprzednią linią rozwojową (Spuścizna – Legacy Mode). Aktualizacja z serii 1.0.x do 1.5.x jest możliwa przy użyciu komponentu migracyjnego, który pomaga skonwertować, a następnie przenieść część zawartości bazy danych do nowej instalacji 1.5.x. Migracja taka, mimo wszystko, nie była zadaniem prostym, w związku z czym zalecano wszystkim nowym użytkownikom pierwszą instalację na systemie z rodziny 1.5.x. 
Joomla! od samego początku był systemem wielojęzykowym w warstwie użytkownika, natomiast zaplecze (obsługa administracyjna) oficjalnie było tylko po angielsku. Wersje narodowe były więc tworzone przez niezależne grupy lub programistów. Wiosną 2007 roku mongolski programista Adrian Mummey opublikował rozwiązanie Joomla! International Edition (JIE), umożliwiające wybór wersji językowej zaplecza.  Polskie Centrum Joomla! nawiązało współpracę z projektem JIE i kontynuowało projekt, publikując trzy kolejne wersje w dwóch kodowaniach (UTF oraz ISO): Joomla! 1.0.13, 1.0.14 i 1.0.15.
W wersji 1.5.x nie ma żadnych problemów z wielojęzycznością zarówno w warstwie użytkownika jak i obsługi administracyjnej, a cały Joomla jest kodowany w systemie UTF-8.

### Joomla! 1.6–1.7
Od 10 stycznia 2011 Joomla dostępny był w kolejnej wersji 1.6.x. Do najważniejszych zmian, które zostały zawarte w wydaniu 1.6, należą: nowy system kontroli dostępu, nieskończenie głęboki model struktury treści, aktualizacje jednym kliknięciem (od wersji 1.7) oraz semantyczne układy XHTML.
Od 19 lipca 2011 dostępna była wersja 1.7.x. Najistotniejsze zmiany w tym wydaniu to: ułatwiona aktualizacja, automatyczna walidacja danych z formularzy (zabezpieczenie przed SQL injection), separacja architektury (główne biblioteki zostały wydzielone z rdzenia systemu).

### Joomla! 2.5
Od 25 stycznia 2012 roku dostępna jest wersja 2.5.x. Wydania oznaczone numerami od 2.5.0 wzwyż są kolejnymi aktualizacjami wydanych wcześniej wersji 1.6 i 1.7. Przy okazji wydania Joomla 2.5.0 nastąpiła zmiana w polityce wydawania i numerowania kolejnych wersji Joomla!. Stąd przeskok w numeracji. Ostatnia wersja - 2.5.28 - ukazała się 10 grudnia 2014.

### Joomla! 3.x
Od 27 września 2012 dostępna jest wersja główna 3.x.x. Wersja 3.5.0 ukazała się 21 marca 2016, a wersja 3.6.0 12 lipca 2016.

## Nazwa
Nazwa „joomla” pochodzi z suahili i oznacza „razem”, „wspólnie” czy „jako całość”. Zdaniem autorów tłumaczenia Joomla po polsku jest to wyraz nieodmienny. W praktyce jednak wiele osób odmienia go i traktuje jak wyraz żeński (ta joomla, tej joomli, tą joomlą itp). Popularna jest też spolszczona wymowa: [jumla].

## Zawartość systemu Joomla!
Joomla! pozwala łatwo zbudować własny serwis internetowy.
Joomla! bez doinstalowanych dodatków zawiera następujące funkcje:
- artykuły uporządkowane w wielopoziomowym drzewie kategorii
- wbudowana wielojęzyczność
- możliwość tworzenia wielu kont użytkowników
- możliwość zarządzania uprawnieniami użytkowników (tzw. ACL) do różnych części witryny
- możliwość tworzenia i zarządzania bannerami reklamowymi
- możliwość tworzenia kilku wielopoziomowych menu
- 2 szablony frontu i 2 zaplecza do wyboru
- możliwość edycji plików szablonów w oknie przeglądarki, bez dostępu do FTP
- pamięć podręczna dla zwiększenia wydajności
- kanały RSS
- tworzenie wersji strony przeznaczonej do wydruku
- wyszukiwarka dla front-endu.

## Galeria

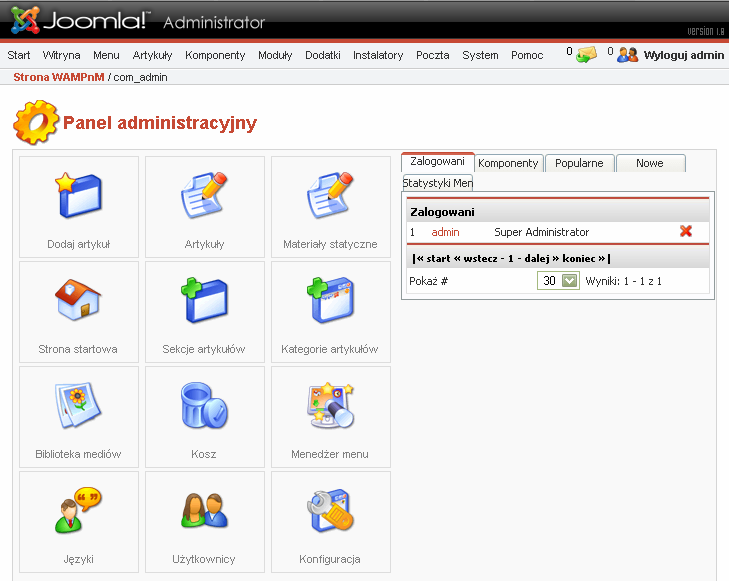
Panel administracyjny w Joomla! 1.0
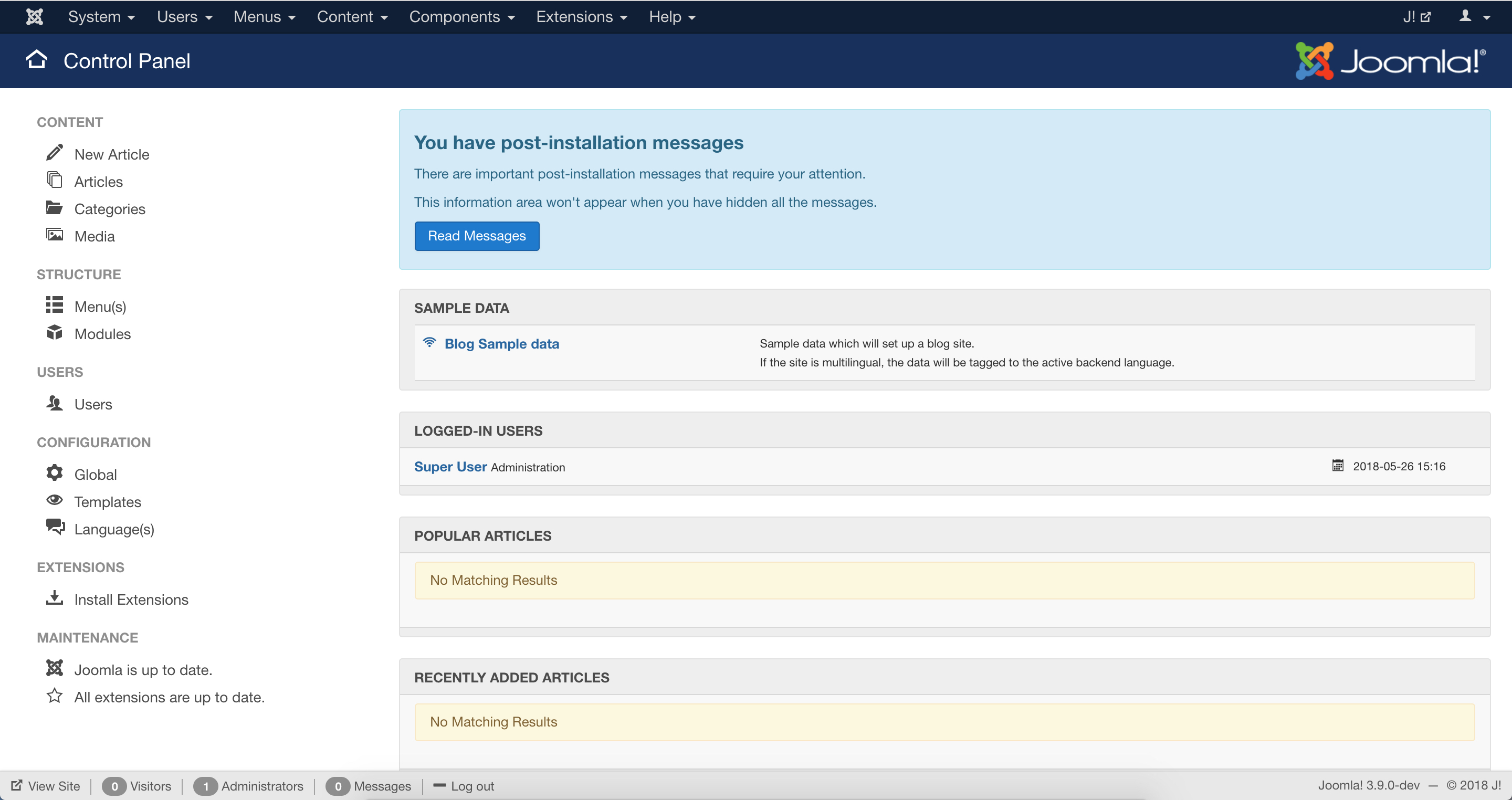
Panel administracyjny w Joomla! 3.x
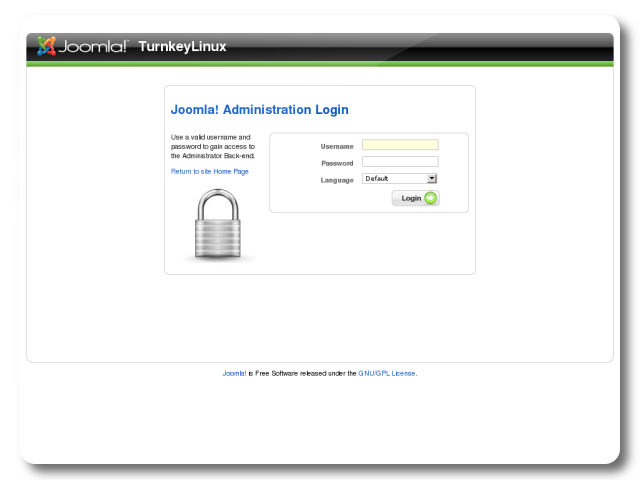
Ekran logowania w Joomla! 1.5
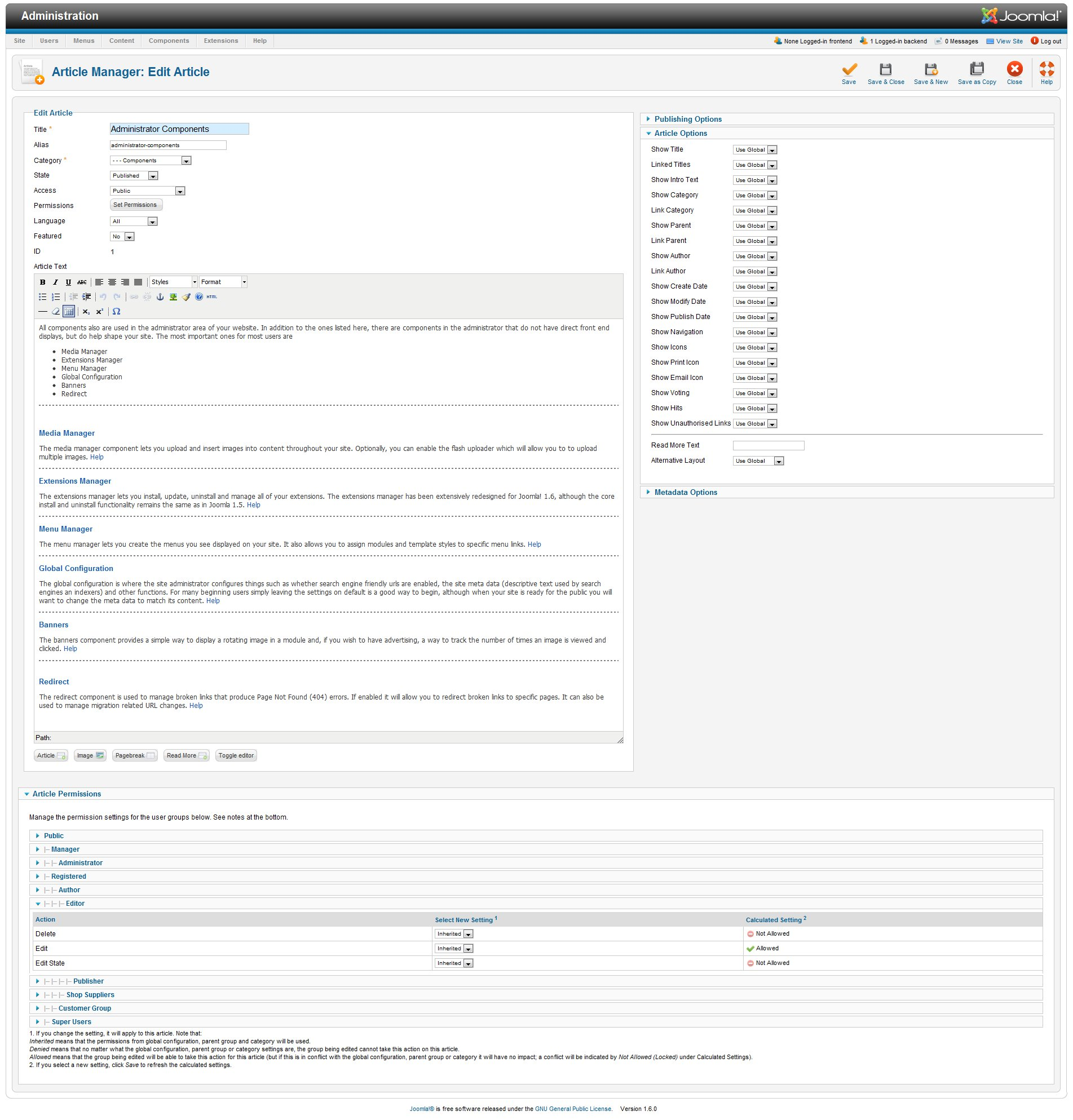
Okno edycji artykułu w Joomla! 1.6
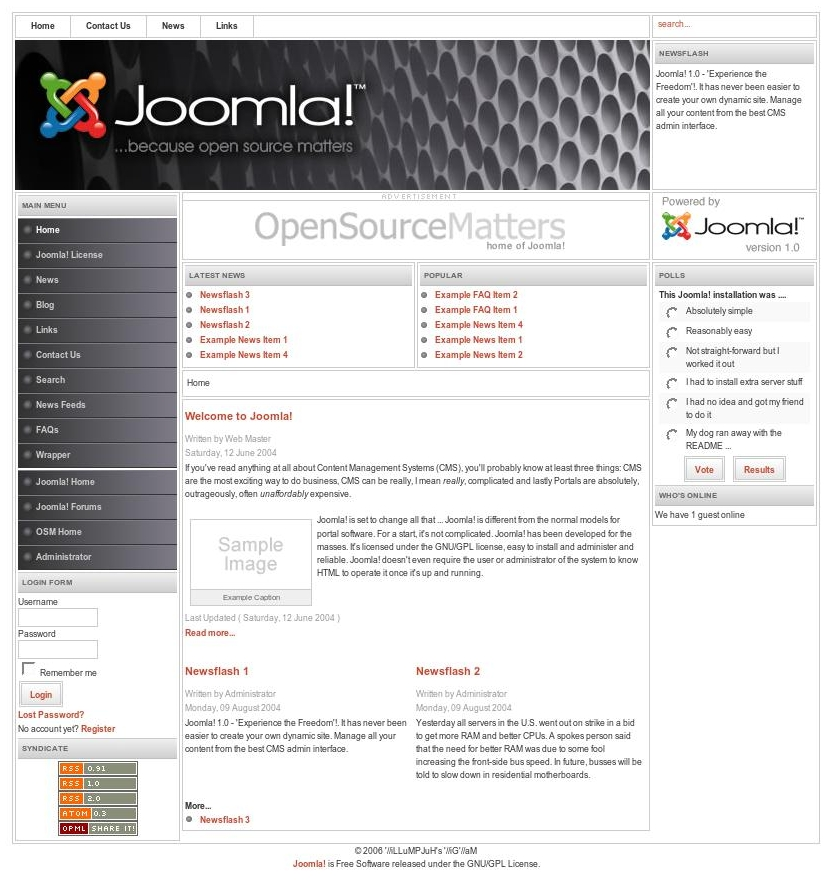
Przykładowa strona działająca w systemie Joomla!

## Wersje
Poniżej przedstawiona jest tabela zawierająca podstawowe informacje o wydanych i planowanych wersjach Joomla!
| | Wersja | Data wydania | Wsparcie do      |
| --- | ------ | ------------ | ---------------- |
| 1.0-1.5 | 1.0    | 2005-09-15   | 2009-07-22       |
| 1.0-1.5 | 1.5.x  | 2008-01-22   | 2012-09-30 (LTS) |
| 1.6-2.5 | 1.6.x  | 2011-01-10   | 2011-08-19       |
| 1.6-2.5 | 1.7.x  | 2011-07-19   | 2012-02-24       |
| 1.6-2.5 | 2.5.x  | 2012-01-24   | 2014-12-31 (LTS) |
| 3.X | 3.0.x  | 2012-09-27   | 2013-04-24       |
| 3.X | 3.1.x  | 2013-03-24   | 2013-11-06       |
| 3.X | 3.2.x  | 2013-11-06   | 2014-10-20       |
| 3.X | 3.3.x  | 2014-04-20   | 2015-02-25       |
| 3.X | 3.4.x  | 2015-02-25   | 2016-03-21       |
| 3.X | 3.5.x  | 2016-03-21   | 2016-07-12       |
| 3.X | 3.6.x  | 2016-07-12   | 2017-04-25       |
| 3.X | 3.7.x  | 2017-04-25   | 2017-09-19       |
| 3.X | 3.8.x  | 2017-09-19   | 2018-10-30       |
| 3.X | 3.9.x  | 2018-10-30   | 2021-08-17       |
| 3.X | 3.10.x | 2021-08-17   | 2023-08-17 (LTS) |
| 4.X | 4.0.x  | 2021-08-17   | 2022-02-15       |
| 4.X | 4.1.x  | 2022-02-15   | 2022-08-16       |
| 4.X | 4.2.x  | 2022-08-16   | 2023-04-18       |
| 4.X | 4.3.x  | 2023-04-18   | N/A              |
| wersja przestarzała; niewspierana wersja przestarzała; wspierana aktualna wersja; wspierana wersja planowana |        |              |                  |
| LTS (angielski) – długoterminowe wsparcie techniczne                                                         |        |              |                  |

## Dodatki

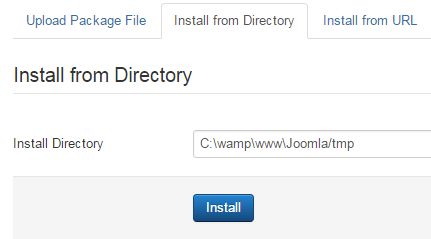
Różne możliwości instalacji dodatków w Joomli 3. Najczęściej dodatek wgrywa się przez upload pliku ZIP

Liczba zweryfikowanych dodatków (komponentów, modułów i pluginów) przekracza 7,5 tys. (styczeń 2017).
Joomla! posiada 4 główne typy rozszerzeń, jakie można na niej łatwo instalować:
- komponenty: decydują o treści, jaka wyświetla się w głównym obszarze strony, tzw. obszarze komponentu. Można dla nich tworzyć osobne pozycje menu
- moduły: decydują o treści wyświetlanej w blokach przeznaczonych dla modułów w różnych dodatkowych częściach strony. Zwykle modułami są: nawigacja strony, wyszukiwarka, okno z logowaniem, stopka, slider, logo
- dodatki (pluginy): modyfikują i wzbogacają funkcje Joomli! Mogą np. dotyczyć kompresji plików CSS i JS, automatycznej optymalizacji obrazków, wyświetlenia komunikatu o ciasteczkach, wyświetlania popupu reklamowego itp.
- szablony: decydują o wyglądzie strony od frontu, można też podobnie tworzyć i zmieniać szablony dla zaplecza (backendu). Są dziesiątki firm w Internecie, które oferują darmowe i płatne szablony dla stron w Joomla!

Dodatki do Joomli działają w bardzo wielu różnych obszarach:
- dostęp i bezpieczeństwo
- administracja
- reklamy
- blogi
- wydarzenia i kalendarze
- CRM-y
- funkcje społecznościowe
- newslettery
- formularze kontaktowe
- wstawianie dodatkowej treści na stronę jak PDFy, filmy
- dział download
- e-commerce
- edycja artykułów, edytory WYSIWYG
- dotyczące serwerów
- wielojęzyczność
- mapy i pogoda
- migracja między różnymi wersjami Joomli
- funkcje mobilne
- opcje wyświetlania newsów
- wyświetlanie obrazków, sliderów i galerii
- wyszukiwanie, tagi
- dodatki SEO
- dodatki zmieniające wygląd
- dodatki do rezerwacji

Niektóre znane dodatki do Joomla!:
- Hikashop
- Virtuemart

## Społeczność
Joomla ma silną społeczność użytkowników. W wielu krajach świata odbywają się coroczne konferencje na temat Joomla!
Raz w roku ma miejsce globalna konferencja użytkowników Joomla. W 2016 odbyła się w Vancouver.
Na stronie Joomla.org rejestrują się tzw. Joomla User Groups z wielu miast świata, które spotykają się lokalnie min. 2x w roku. Na 29 stycznia 2017 było ich łącznie 190, w tym 107 w Europie, z tego 9 w Polsce.

### W Polsce

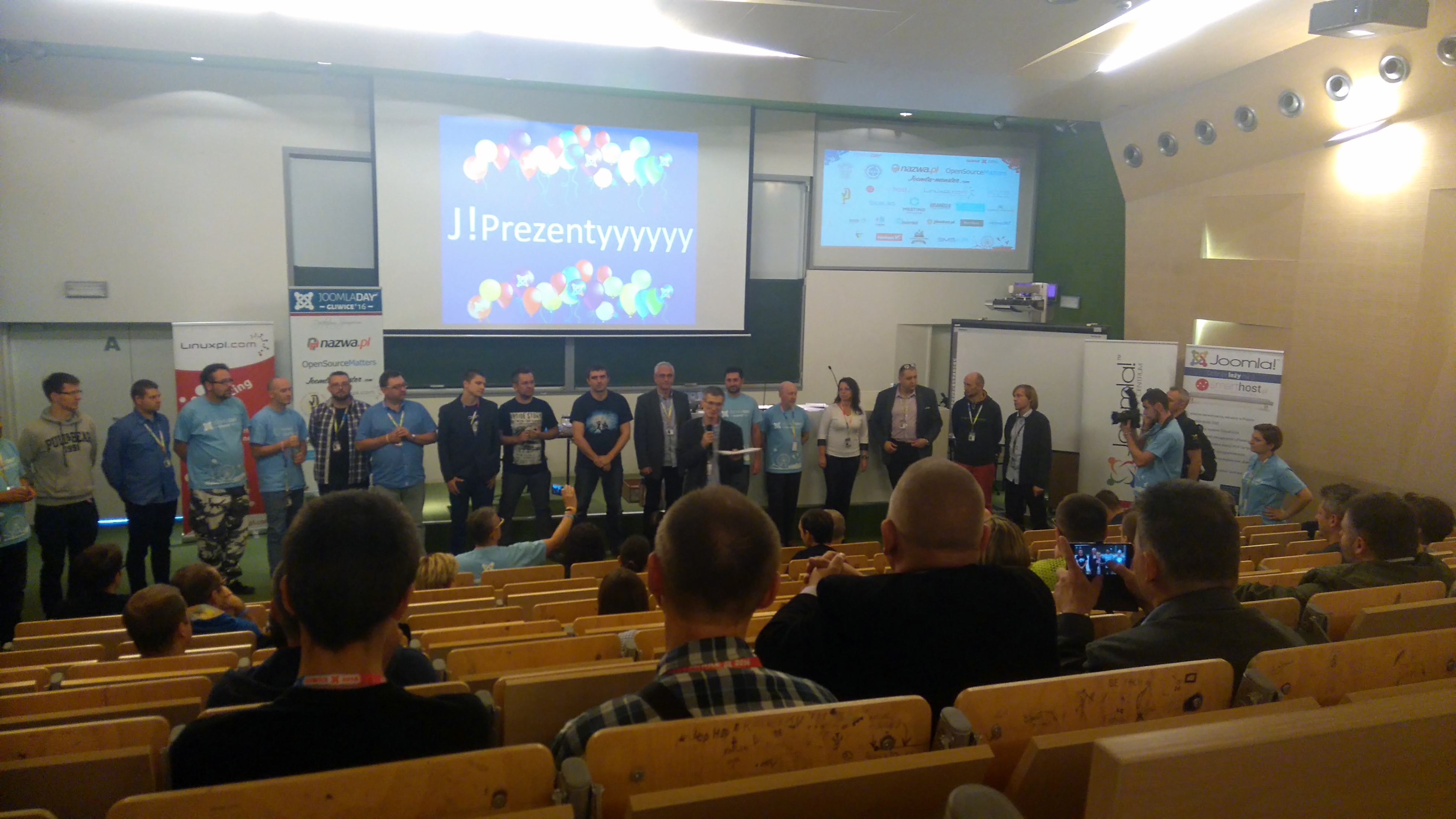
Prelegenci Joomla Day 2016 w Gliwicach

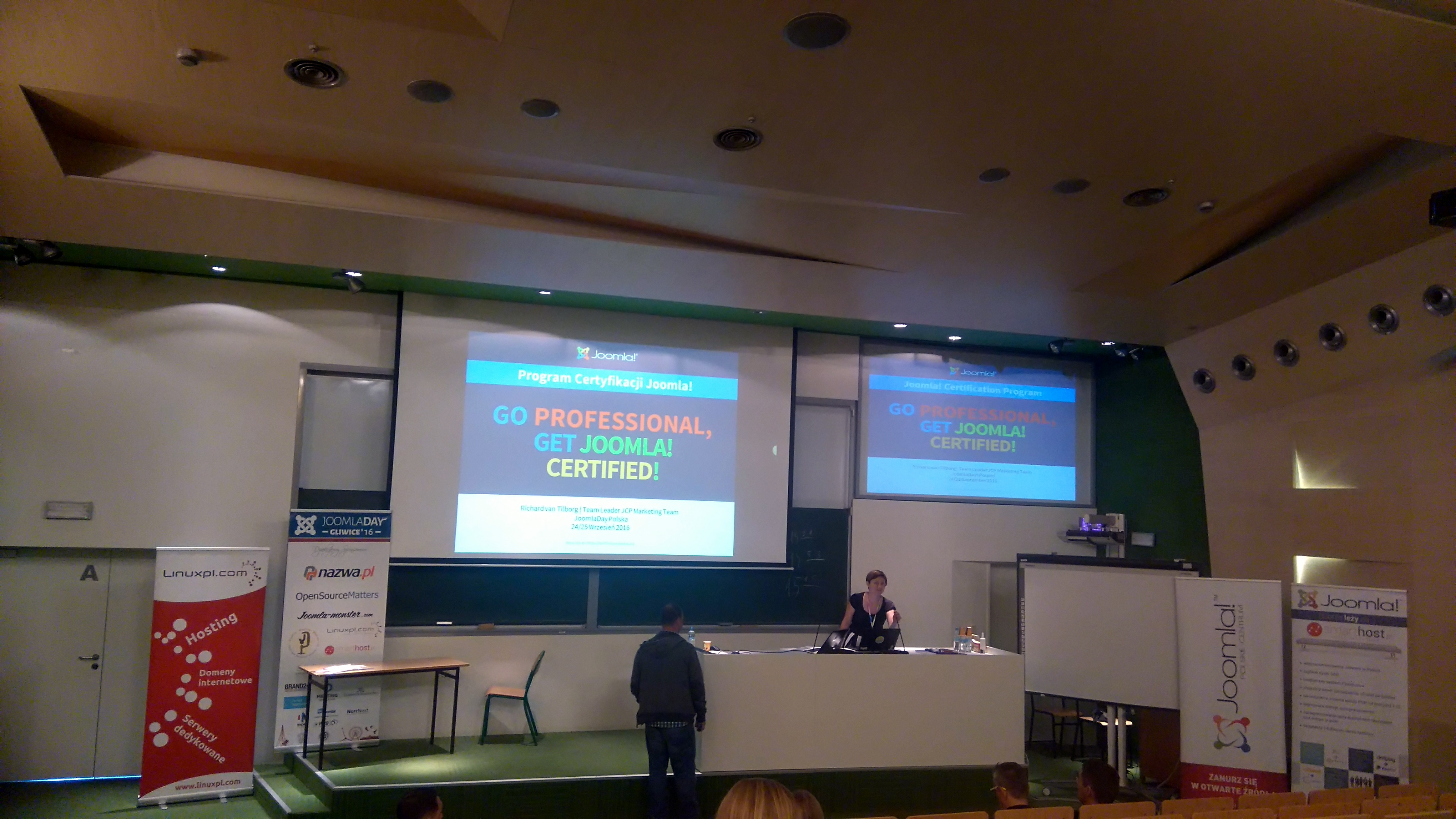
Jedna z konferencji Joomla Day 2016 w Gliwicach, o certyfikacji Joomla!

W Polsce od 2012 roku organizowany jest Joomla Day Poland, który co roku gromadzi ok. 200 osób. Pierwszy odbył się w Poznaniu w 2012.
Joomla User Groups w Polsce spotykają się w następujących miastach/regionach:
- Silesia
- Poznań[27]
- Kraków
- Jawor[28]
- Szczecin[29]
- Olsztyn
- Podlasie
- Trójmiasto
- Warszawa[30]

### Książki o Joomla!
W języku polskim ukazało się 29 książek o Joomla!.

## Popularność
Zdaniem W3Techs, firmy analizującej rynek IT, 3% stron na świecie stoi na Joomla! – dane ze stycznia 2019. WordPress odpowiada za 32,7%, a Drupal za 1,9%.

### Użycie poszczególnych wersji Joomla!
W lutym 2017 użycie wersji przedstawiało się następująco:
- Joomla 3 – 49,5% wśród wszystkich stron na Joomla!
- Joomla 2 – 28,2%
- Joomla 1 – 22,3%[32]